# Impressions Games
Impressions Games è stata una compagnia di sviluppatori videoludici statunitense fondata da David Lester nel 1989.
L'azienda era specializzata nella creazione di strategici storici, ed è stata meglio nota per i suoi gesionali cittadini, tra cui Caesar, Faraon, Signore dell'Olimpo - Zeus ed Emperor: La nascita dell'Impero Cinese.
In seguito fu aperta anche una divisione anch'essa statunitense con sede a Farmington, poi spostata a Cambridge.
L'azienda fu venduta nel 1995 a Sierra On-Line, a sua volta acquistata prima da Cendant e poi da Vivendi Universal (ora Vivendi SA).
Nel 1998 Impressions Games fu la divisione più redditizia della Havas Interactive, con un profitto di 20 milioni di dollari, superando, secondo la CNET Gamecenter, la Blizzard Entertainment.
Mike Ryder, ex-presidente della Sierra Entertainment, obbligò, durante lo sviluppo di Lords of the Realm III, un cambio di gestione nell'ottobre del 2001, con il risultato che Rod Nakamoto fu posto come nuovo direttore. Lords III uscì nel marzo del 2004 ed ebbe un'accoglienza mediocre e fu anche l'ultimo gioco dell'azienda. Essa, infatti, chiuse i battenti nel mese successivo, quando la Vivendi Universal chiuse gran parte dei suoi studi sviluppatori. Come conseguenza, gran parte dei membri della Impressions, tra cui Chris Beatrice e Peter Haffenreffer, formarono la Tilted Mill Entertainment, mentre un altro, Simon Bradbury, fondò la Firefly Studios.

## Giochi della Impressions

### Sviluppati
- Kenny Dalglish Soccer Match (1989)
- Charge of the Light Brigade (1991)
- Air Bucks (1992)
  - Air Bucks v1.2 (1993)
- Air Force Commander (1992)
- Caesar (1992)
  - Caesar Deluxe (1993)
- Conquest of Japan (1992)
- Air Force Commander WWII (1993)
- Discovery: In the Steps of Columbus (1992)
- Global Domination (1993)
- The Blue & The Gray (1993)
- When Two Worlds War (1993)
- Detroit (1994)
- Front Lines (1994)
- Lords of the Realm (1994)
- Caesar II (1995)
- Casino De Luxe (1995)
- High Seas Trader (1995)
- PowerHouse (1995)
- Ultimate Soccer Manager (1995)
  - Ultimate Soccer Manager Data Disk (1996)
- Lords of the Realm II (1996)
  - Lords of the Realm II: Siege Pack (1997)
- Robert E. Lee: Civil War General (1996)
- Space Bucks (1996)
- The Rise & Rule of Ancient Empires (1996)
- Ultimate Soccer Manager 2 (1996)
- Grant, Lee, Sherman: Civil War Generals 2 (1997)
- Lords of Magic (1997)
  - Lords of Magic: Legends of Urak (1998)
- Caesar III (1998)
- Ultimate Soccer Manager 98 (1998)
  - Ultimate Soccer Manager 98-99 Season Update Add-On (1998)
- Pharaoh (1999)
  - Cleopatra: Queen of the Nile (2000)
- Signore dell'Olimpo - Zeus (2000)
  - Signore di Atlantide - Poseidon (2001)
- Emperor: La nascita dell'Impero Cinese (2002)
- Lords of the Realm III (2004)

### Pubblicati
- Emperor of the Mines (1989)
- Breach 2 (1990)
- Rorke's Drift (1990)
- The Final Conflict (1990)
  - Breach 2 Enhanced (1991)
- Cohort: Fighting for Rome (1991)
- Merchant Colony (1991)
- Crime City (1992)
- Paladin II (1992)
- Cohort II: Fighting for Rome (1993)
- Rules of Engagement 2 (1993)
- Breach 3 (1995)